# Juli
Juli – niemiecka grupa pop-rockowa pochodząca z Gießen w Hesji. Początkowo pod nazwą Sunnyglade członkowie wykonywali piosenki w języku angielskim, a w 2000 zespół postawił na język niemiecki i zmienił nazwę na Juli.
W 1998 wydali nieoficjalnie album Pictures Of My Mind (nakład 500 egzemplarzy). W 2000 nastąpiła zmiana w składzie Eva Briegel i Marcel Römer zastępują Miriam Adameit i Martina Möllera. W 2003 podpisali profesjonalny kontrakt płytowy, a w czerwcu 2004 wydali debiutancki singel Perfekte Welle.

## Dyskografia

### Albumy
- 2004 Es ist Juli
- 2006 Ein neuer Tag
- 2007 Ein neuer Tag - Live
- 2010 In Love
- 2014 Insel

### Single
- 2004 Perfekte Welle
- 2004 Geile Zeit
- 2005 Regen und Meer
- 2005 Warum
- 2005 November
- 2006 Dieses Leben
- 2006 Wir beide
- 2007 Zerrissen
- 2007 Stolen (Dashboard Confessional feat. Juli)
- 2007 Ein neuer Tag
- 2010 Elektrisches Gefühl